# Krušnohorský vikariát

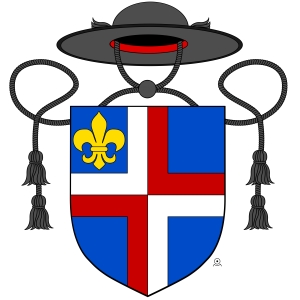
Blason vikariátního znaku
V modrém štítu stříbrně a červeně čtvrcený kříž provázený vpravo nahoře zlatou lilií. Vše převýšeno černým kněžským kloboukem se dvěma černými střapci. Lilie jako symbol Panny Marie odkazuje na množství mariánských poutních míst ve vikariátu (Květnov, Horní Jiřetín, Březno u Chomutova) i významných kostelů s tímto zasvěcením ve vikariátu (Most, Chomutov).

Krušnohorský vikariát se nachází v severních Čechách a je jedním z 10 vikariátů litoměřické diecéze. Je církevní územní správní jednotkou v litoměřické diecézi, která hraničí na jihozápadě s plzeňskou diecézí a na severozápadě u německé hranice s drážďansko-míšeňskou diecézí. Na severovýchodě hraničí s teplickým vikariátem a na jihovýchodě s lounským vikariátem. Z hlediska územního členění státní správy leží na území okresů Chomutov a Most, které jsou v ústeckém kraji, a v západní části lehce zasahuje do okresu Karlovy Vary v karlovarském kraji. Protože zahrnuje oblast v okolí měst Kadaně, Chomutova a Most, dříve se vikariát nazýval chomutovský. Vzhledem k územnímu rozsahu se mu kolem přelomu druhého a třetího tisíciletí začalo říkat krušnohorský, což lépe vyjadřuje, že zahrnuje region Krušnohoří. Vedle toho, že je ze všech vikariátů litoměřické diecéze územně největší, má i několik specifik.
Vikariát se dělí na jednotlivé farnosti, které jsou v litoměřické diecézi většinou sdružené do farních obvodů, kdy z důvodu nedostatku kněží má jeden kněz na starosti farností více.
Řada historických farností krušnohorského vikariátu fakticky zanikla v 2. polovině 20. století vlivem povrchové těžby hnědého uhlí. Farnosti existovaly de iure jen „papírově“ (kanonicky) až do konce roku 2012. V oficiálních zdrojích bylo do té doby uváděno, že tento vikariát má 64 farností a v nich jen 47 kostelů. Na konci roku 2012 byla do krušnohorského vikariátu přičleněna z plzeňské diecéze ještě farnost Vejprty, která se stala nově součástí litoměřické diecéze, takže farností bylo 65. Farnosti byly z důvodu efektivity duchovní správy spojeny do farních obvodů (kolatur). Z hlediska státní správy kolatura může připomínat obce s pověřeným obecním úřadem či obce s rozšířenou působností. Několika farnostem hrozil kvůli touze po těžbě uhlí zánik (nejznámější v této záležitosti byla kauza Horní Jiřetín). Situace se však změnila od 1. ledna a 3. ledna 2013, kdy došlo sloučením k významné redukci počtu farností na celkový počet 10.
V krušnohorském vikariátu se nachází několik významných historických poutních míst. Pomineme-li kapli Panny Marie Bolestné na zámku Jezeří, kde byly v minulosti uchovávány relikvie spojené s událostmi ukřižování Ježíše Krista, jsou to především mariánská poutní místa. Je jimi již zmiňovaný Horní Jiřetín s kostelem Nanebevzetí Panny Marie, dále Květnov s kostelem Navštívení Panny Marie a také město Most s přesunutým kostelem Nanebevzetí Panny Marie, který je zároveň v Guinnessově knize rekordů je zapsán jako přeprava dosud nejtěžšího předmětu po kolejích. K dalším poutním místům patří kostel sv. Ducha v Chomutově, kostel Povýšení svatého Kříže v Údlicích, kostel svatého Petra a Pavla v Březně, kaple Panny Marie Pomocné ve Vintířově a nakonec mariánskou úctu v regionu rámuje významný poutní kostel Panny Marie s kaplí Panny Marie Utěšitelky v Klášterci nad Ohří. V Kadani se nachází kostel Čtrnácti svatých pomocníků, který spolu kadaňským františkánským klášterem a křížovou cestou sestavenou z výklenkových kaplí tvoří velký poutní komplex.

## Farnosti krušnohorského vikariátu

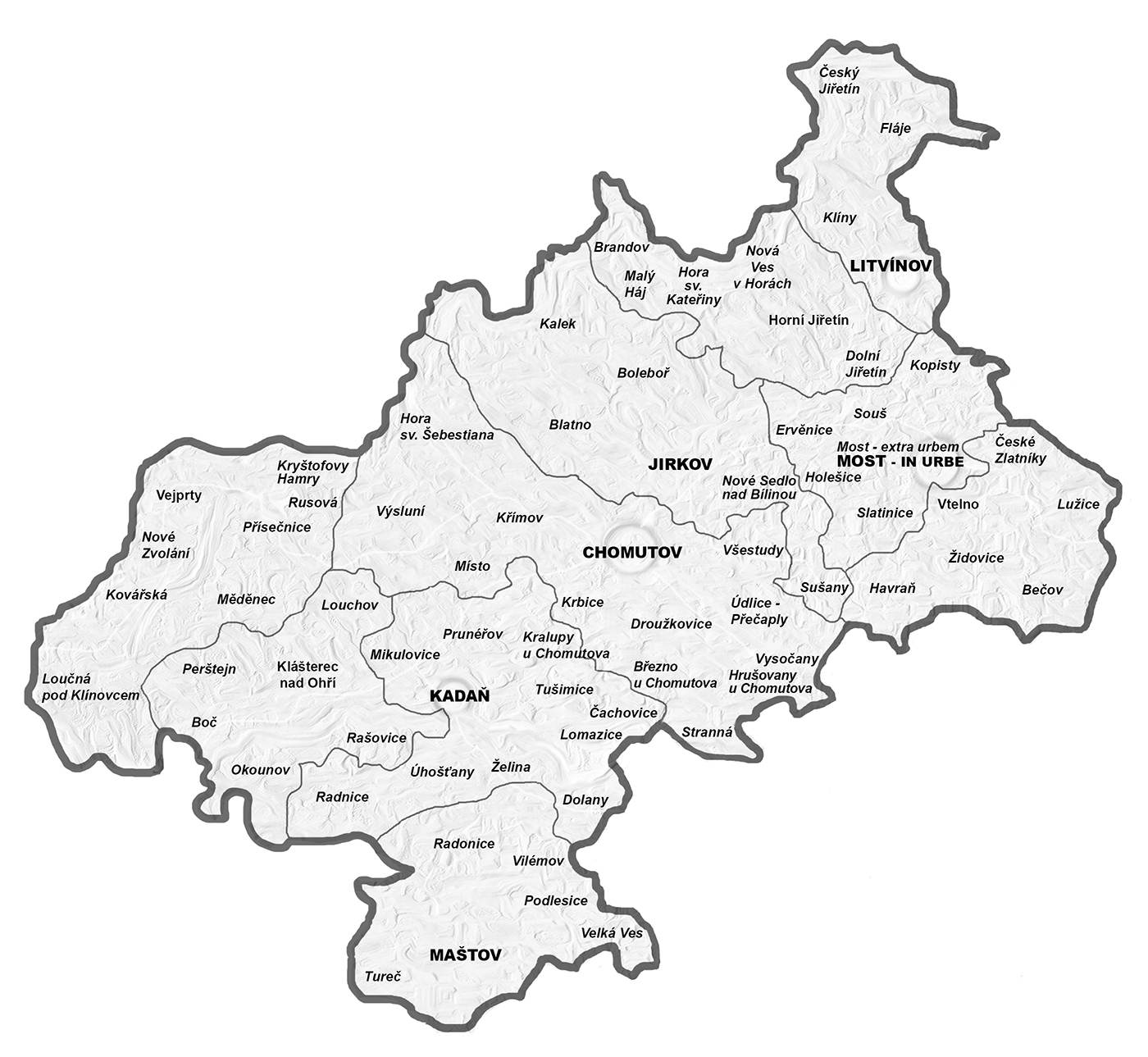

1. Horní Jiřetín, farnost
2. Chomutov, děkanství
3. Jirkov, děkanství
4. Kadaň, děkanství
5. Klášterec nad Ohří, farnost
6. Litvínov, děkanství
7. Mašťov, děkanství
8. Most – in urbe, děkanství
9. Vejprty, farnost
10. Vtelno u Mostu, farnost

## Farnosti k 31. prosinci 2012 (před slučováním)
1. Bečov u Mostu
2. Blatno u Chomutova
3. Boč nad Ohří
4. Boleboř
5. Brandov
6. Březno u Chomutova
7. Čachovice
8. České Zlatníky
9. Český Jiřetín
10. Dolany
11. Dolní Jiřetín
12. Droužkovice
13. Ervěnice
14. Fláje
15. Havraň
16. Holešice
17. Hora svaté Kateřiny
18. Hora svatého Šebestiána
19. Horní Jiřetín
20. Hrušovany u Chomutova
21. Chomutov
22. Jirkov
23. Kadaň
24. Kalek
25. Klášterec nad Ohří
26. Klíny
27. Kopisty u Mostu
28. Kralupy u Chomutova
29. Krbice
30. Křímov
31. Litvínov
32. Lomazice
33. Louchov
34. Lužice
35. Malý Háj
36. Mašťov
37. Mikulovice u Vernéřova
38. Místo
39. Most – in urbe
40. Most – extra urbem
41. Nová Ves v Horách
42. Nové Sedlo nad Bílinou
43. Okounov
44. Perštejn
45. Podlesice
46. Prunéřov
47. Radnice
48. Radonice
49. Rašovice
50. Slatinice
51. Stranná
52. Sušany
53. Tureč
54. Tušimice
55. Údlice – Přečaply
56. Úhošťany
57. Vejprty
58. Veliká Ves
59. Vilémov
60. Všestudy
61. Vtelno u Mostu
62. Výsluní
63. Vysočany
64. Želina
65. Židovice

| Přehled kostelů a kaplí v krušnohorském vikariátu | Přehled kostelů a kaplí v krušnohorském vikariátu | Přehled kostelů a kaplí v krušnohorském vikariátu | Přehled kostelů a kaplí v krušnohorském vikariátu | Přehled kostelů a kaplí v krušnohorském vikariátu | Přehled kostelů a kaplí v krušnohorském vikariátu | Přehled kostelů a kaplí v krušnohorském vikariátu      | Přehled kostelů a kaplí v krušnohorském vikariátu | Přehled kostelů a kaplí v krušnohorském vikariátu |
| Fotografie                                        | Patrocinium                                       | Slavnost                                          | Místo                                             | Statut                                            | Farnost                                           | Diecézní katalog                                       | Souřadnice                                        | Č. kulturní památky (Pk, Mn, MIS, Sez, Obr)       |
| ------------------------------------------------- | ------------------------------------------------- | ------------------------------------------------- | ------------------------------------------------- | ------------------------------------------------- | ------------------------------------------------- | ------------------------------------------------------ | ------------------------------------------------- | ------------------------------------------------- |
|                                                   | Božího milosrdenství (Brodce)                     | 2. neděle velikonoční                             | Brodce                                            | kaple                                             | Farnost Kadaň                                     | bohoslužby                                             | 50°21′3″ s. š., 13°13′49″ v. d.                   | —                                                 |
|                                                   | Čtrnácti sv. pomocníků (Kadaň)                    | dle 14 sv. pomocníků                              | Kadaň                                             | filiální kostel (klášterní)                       | Farnost Kadaň                                     | bohoslužby                                             | 50°22′44″ s. š., 13°15′30″ v. d.                  | 26557/5-923 (Pk•MIS•Sez•Obr•WD)                   |
|                                                   | Nanebevzetí Panny Marie (Horní Jiřetín)           | 15. srpna                                         | Horní Jiřetín                                     | farní kostel                                      | Farnost Horní Jiřetín                             | bohoslužby                                             | 50°34′24″ s. š., 13°32′53″ v. d.                  | 42353/5-334 (Pk•MIS•Sez•Obr•WD)                   |
|                                                   | Nanebevzetí Panny Marie (Chomutov)                | 15. srpna                                         | Chomutov                                          | farní kostel                                      | Farnost Chomutov                                  | bohoslužby                                             | 50°27′40″ s. š., 13°25′ v. d.                     | 39801/5-882 (Pk•MIS•Sez•Obr•WD)                   |
|                                                   | Nanebevzetí Panny Marie (Mašťov)                  | 15. srpna                                         | Mašťov                                            | farní kostel                                      | Farnost Mašťov                                    | bohoslužby                                             | 50°15′44″ s. š., 13°16′37″ v. d.                  | 29769/5-625 (Pk•MIS•Sez•Obr•WD)                   |
|                                                   | Nanebevzetí Panny Marie (Most)                    | 15. srpna                                         | Most                                              | farní kostel                                      | Farnost Most – in urbe                            | bohoslužby                                             | 50°31′4″ s. š., 13°38′55″ v. d.                   | 43753/5-378 (Pk•MIS•Sez•Obr•WD)                   |
|                                                   | Narození Panny Marie (Měděnec)                    | 8. září                                           | Měděnec                                           | filiální kostel                                   | Farnost Vejprty                                   | bohoslužby                                             | 50°25′19″ s. š., 13°6′54″ v. d.                   | 14934/5-640 (Pk•MIS•Sez•Obr•WD)                   |
|                                                   | Narození Panny Marie (Radonice)                   | 8. září                                           | Radonice                                          | filiální kostel                                   | Farnost Mašťov                                    | bohoslužby                                             | 50°17′53″ s. š., 13°17′10″ v. d.                  | 18082/5-715 (Pk•MIS•Sez•Obr•WD)                   |
|                                                   | Navštívení Panny Marie (Klášterec nad Ohří)       | 31. května                                        | Klášterec nad Ohří                                | filiální kostel                                   | Farnost Klášterec nad Ohří                        | bohoslužby                                             | 50°23′5″ s. š., 13°10′6″ v. d.                    | 17891/5-549 (Pk•MIS•Sez•Obr•WD)                   |
|                                                   | Navštívení Panny Marie (Květnov)                  | 31. května                                        | Květnov                                           | filiální kostel                                   | Farnost Jirkov                                    | bohoslužby                                             | 50°31′12″ s. š., 13°22′31″ v. d.                  | 45379/5-451 (Pk•MIS•Sez•Obr•WD)                   |
|                                                   | Navštívení Panny Marie (Suchý Důl)                | 31. května                                        | Suchý Důl                                         | kaple                                             | Farnost Klášterec nad Ohří                        | bohoslužby                                             | 50°22′24″ s. š., 13°13′11″ v. d.                  | —                                                 |
|                                                   | Nejčistšího Srdce Panny Marie (Vinařice)          | druhá sobota po N. Trojici                        | Vinařice                                          | kaple                                             | Farnost Jirkov                                    | bohoslužby Archivováno 1. 8. 2020 na Wayback Machine.  | 50°30′14″ s. š., 13°25′54″ v. d.                  | 17731/5-524 (Pk•MIS•Sez•Obr•WD)                   |
|                                                   | Nejsvětějšího Srdce Ježíšova (Vejprty)            | druhý pátek po N. Trojici                         | Vejprty                                           | filiální kostel                                   | Farnost Vejprty                                   | bohoslužby                                             | 50°27′56″ s. š., 13°1′29″ v. d.                   | —                                                 |
|                                                   | Nejsvětějšího Srdce Ježíšova (Lom)                | druhý pátek po N. Trojici                         | Lom                                               | filiální kostel                                   | Farnost Litvínov                                  | bohoslužby                                             | 50°35′36″ s. š., 13°39′30″ v. d.                  | 49079/5-5798 (Pk•MIS•Sez•Obr•WD)                  |
|                                                   | Nejsvětější Trojice (Klášterec nad Ohří)          | první neděle po letnicích                         | Klášterec nad Ohří                                | farní kostel                                      | Farnost Klášterec nad Ohří                        | bohoslužby                                             | 50°23′6″ s. š., 13°10′19″ v. d.                   | 34450/5-548 (Pk•MIS•Sez•Obr•WD)                   |
|                                                   | Nejsvětější Trojice (Malý Háj)                    | první neděle po letnicích                         | Malý Háj                                          | filiální kostel                                   | Farnost Horní Jiřetín                             | bohoslužby                                             | 50°35′10″ s. š., 13°25′5″ v. d.                   | 43819/5-5064 (Pk•MIS•Sez•Obr•WD)                  |
|                                                   | Nejsvětější Trojice (Místo)                       | první neděle po letnicích                         | Místo                                             | filiální kostel                                   | Farnost Chomutov                                  | bohoslužby                                             | 50°26′46″ s. š., 13°16′3″ v. d.                   | 32757/5-654 (Pk•MIS•Sez•Obr•WD)                   |
|                                                   | Nejsvětější Trojice (Obrnice)                     | první neděle po letnicích                         | Obrnice                                           | kaple                                             | Farnost Vtelno u Mostu                            | bohoslužby                                             | 50°30′24″ s. š., 13°41′28″ v. d.                  | 101403 (Pk•MIS•Sez•Obr•WD)                        |
|                                                   | Nejsvětější Trojice (Stranná)                     | první neděle po letnicích                         | Stranná                                           | filiální kostel                                   | Farnost Chomutov                                  | bohoslužby                                             | 50°22′12″ s. š., 13°27′0″ v. d.                   | —                                                 |
|                                                   | Nejsvětější Trojice (Vejprty)                     | první neděle po letnicích                         | Vejprty                                           | filiální kostel                                   | Farnost Vejprty                                   | bohoslužby                                             | 50°29′19″ s. š., 13°1′34″ v. d.                   | —                                                 |
|                                                   | Neposkvrněného početí Panny Marie (Měděnec)       |                                                   | Měděnec                                           | kaple                                             | Farnost Vejprty                                   | bohoslužby                                             | 50°25′28″ s. š., 13°6′42″ v. d.                   | 24959/5-639 (Pk•MIS•Sez•Obr•WD)                   |
|                                                   | Panny Marie (Bečov)                               | 1. ledna                                          | Bečov                                             | kaple                                             | Farnost Jirkov                                    | bohoslužby                                             | 50°30′34″ s. š., 13°20′52″ v. d.                  | —                                                 |
|                                                   | Panny Marie (Hrádečná)                            | 1. ledna                                          | Hrádečná                                          | kaple                                             | Farnost Jirkov                                    | bohoslužby                                             | 50°29′58″ s. š., 13°23′5″ v. d.                   | —                                                 |
|                                                   | Panny Marie (Svahová)                             | 1. ledna                                          | Svahová                                           | kaple                                             | Farnost Jirkov                                    |                                                        | 50°33′17″ s. š., 13°24′37″ v. d.                  | —                                                 |
|                                                   | Panny Marie Bolestné (Jezeří)                     | 15. září                                          | Jezeří                                            | kaple (zámecká)                                   | Farnost Most – in urbe                            | bohoslužby                                             | 50°33′15″ s. š., 13°30′17″ v. d.                  | 42992/5-298 (Pk•MIS•Sez•Obr•WD)                   |
|                                                   | Panny Marie Pomocné (Vintířov)                    | 24. května                                        | Vintířov                                          | kaple                                             | Farnost Mašťov                                    | bohoslužby                                             | 50°18′40″ s. š., 13°16′33″ v. d.                  | 42016/5-858 (Pk•MIS•Sez•Obr•WD)                   |
|                                                   | Povýšení sv. Kříže (Domina)                       | 14. září                                          | Domina                                            | kaple                                             | Farnost Chomutov                                  | bohoslužby                                             | 50°28′58″ s. š., 13°20′33″ v. d.                  | —                                                 |
|                                                   | Povýšení sv. Kříže (Kadaň)                        | 14. září                                          | Kadaň                                             | farní kostel                                      | Farnost Kadaň                                     | bohoslužby                                             | 50°22′33″ s. š., 13°16′18″ v. d.                  | 26677/5-1698 (Pk•MIS•Sez•Obr•WD)                  |
|                                                   | Povýšení sv. Kříže (Údlice)                       | 14. září                                          | Údlice                                            | filiální kostel                                   | Farnost Chomutov                                  |                                                        | 50°26′22″ s. š., 13°27′33″ v. d.                  | 26425/5-788 (Pk•MIS•Sez•Obr•WD)                   |
|                                                   | Povýšení sv. Kříže (Vtelno)                       | 14. září                                          | Vtelno                                            | farní kostel                                      | Farnost Vtelno u Mostu                            | bohoslužby                                             | 50°29′15″ s. š., 13°40′8″ v. d.                   | 42773/5-435 (Pk•MIS•Sez•Obr•WD)                   |
|                                                   | Růžencového bratrstva (Kadaň)                     | 7. října                                          | Kadaň                                             | kaple                                             | Farnost Kadaň                                     | bohoslužby                                             | 50°22′33″ s. š., 13°16′20″ v. d.                  | 45476/5-1679 (Pk•MIS•Sez•Obr•WD)                  |
|                                                   | sv. Anny (Hořenec)                                | 26. července                                      | Hořenec                                           | kaple                                             | Farnost Chomutov                                  |                                                        | 50°25′20″ s. š., 13°29′0″ v. d.                   | —                                                 |
|                                                   | sv. Anny (Kadaň)                                  | 26. července                                      | Kadaň                                             | filiální kostel (hřbitovní)                       | Farnost Kadaň                                     | bohoslužby Archivováno 1. 8. 2020 na Wayback Machine.  | 50°22′43″ s. š., 13°16′19″ v. d.                  | 20321/5-922 (Pk•MIS•Sez•Obr•WD)                   |
|                                                   | sv. Anny (Kalek)                                  | 26. července                                      | Kalek                                             | kaple                                             | Farnost Jirkov                                    | bohoslužby                                             | 50°34′22″ s. š., 13°19′48″ v. d.                  | —                                                 |
|                                                   | sv. Anny (Křimov)                                 | 26. července                                      | Křimov                                            | filiální kostel                                   | Farnost Chomutov                                  | bohoslužby                                             | 50°29′10″ s. š., 13°18′6″ v. d.                   | 31005/5-586 (Pk•MIS•Sez•Obr•WD)                   |
|                                                   | sv. Anny (Vysoké Třebušice)                       | 26. července                                      | Vysoké Třebušice                                  | filiální kostel                                   | Farnost Mašťov                                    |                                                        | 50°15′23″ s. š., 13°23′54″ v. d.                  | 43135/5-1211 (Pk•MIS•Sez•Obr•WD)                  |
|                                                   | sv. Antonína Paduánského (Černý Potok)            | 13. června                                        | Černý Potok                                       | filiální kostel                                   | Farnost Vejprty                                   | bohoslužby                                             | 50°29′22″ s. š., 13°4′46″ v. d.                   | —                                                 |
|                                                   | sv. Antonína Pad. (Louka u Litvínova)             | 13. června                                        | Louka u Litvínova                                 | kaple                                             | Farnost Litvínov                                  | bohoslužby                                             | 50°35′11″ s. š., 13°38′19″ v. d.                  | 102588 (Pk•MIS•Sez•Obr•WD)                        |
|                                                   | sv. Antonína Pad. (Vysoké Březno)                 | 13. června                                        | Vysoké Březno                                     | kaple                                             | Farnost Jirkov                                    |                                                        | 50°27′52″ s. š., 13°34′14″ v. d.                  | —                                                 |
|                                                   | sv. Augustina (Lužice)                            | 28. srpna                                         | Lužice                                            | filiální kostel                                   | Farnost Vtelno u Mostu                            | bohoslužby                                             | 50°29′32″ s. š., 13°45′28″ v. d.                  | 50884/5-5839 (Pk•MIS•Sez•Obr•WD)                  |
|                                                   | sv. Alžběty Uherské (České Hamry)                 |                                                   | České Hamry                                       | filiální kostel                                   | Farnost Vejprty                                   | bohoslužby                                             | 50°26′22″ s. š., 13°0′59″ v. d.                   | –                                                 |
|                                                   | sv. Barbory (Horní Ves)                           | 4. prosince                                       | Horní Ves                                         | kostel                                            | Farnost Chomutov                                  | bohoslužby                                             | 50°27′57″ s. š., 13°23′52″ v. d.                  | 25002/5-893 (Pk•MIS•Sez•Obr•WD)                   |
|                                                   | sv. Barbory (Mašťov)                              | 4. prosince                                       | Mašťov                                            | filiální kostel                                   | Farnost Mašťov                                    | bohoslužby                                             | 50°15′42″ s. š., 13°17′3″ v. d.                   | 20354/5-627 (Pk•MIS•Sez•Obr•WD)                   |
|                                                   | sv. Barbory (Otvice)                              | 4. prosince                                       | Otvice                                            | filiální kostel                                   | Farnost Jirkov                                    | bohoslužby                                             | 50°28′47″ s. š., 13°27′8″ v. d.                   | —                                                 |
|                                                   | sv. Bartoloměje (Bílence)                         | 24. srpna                                         | Bílence                                           | filiální kostel                                   | Farnost Chomutov                                  | bohoslužby                                             | 50°25′29″ s. š., 13°30′21″ v. d.                  | 52204/5-5948 (Pk•MIS•Sez•Obr•WD)                  |
|                                                   | sv. Bartoloměje (Spořice)                         | 24. srpna                                         | Spořice                                           | filiální kostel                                   | Farnost Chomutov                                  | bohoslužby                                             | 50°26′25″ s. š., 13°23′31″ v. d.                  | 33827/5-749 (Pk•MIS•Sez•Obr•WD)                   |
|                                                   | sv. Ducha (Chomutov)                              | letnice                                           | Chomutov                                          | filiální kostel                                   | Farnost Chomutov                                  | bohoslužby Archivováno 2. 11. 2019 na Wayback Machine. | 50°27′32″ s. š., 13°25′20″ v. d.                  | 31014/5-884 (Pk•MIS•Sez•Obr•WD)                   |
|                                                   | sv. Ducha (Most)                                  | letnice                                           | Most                                              | kaple (špitální)                                  | Farnost Most – in urbe                            | bohoslužby                                             | 50°31′3″ s. š., 13°38′54″ v. d.                   | 47647/5-383 (Pk•MIS•Sez•Obr•WD)                   |
|                                                   | Kaple sv. Ferdinanda (Zaječice)                   | 30. května                                        | Zaječice                                          | kaple                                             | Farnost Vtelno u Mostu                            | bohoslužby                                             | 50°27′52″ s. š., 13°42′56″ v. d.                  | 23525/5-5931 (Pk•MIS•Sez•Obr•WD)                  |
|                                                   | sv. Gabriela archanděla (Němčany)                 | 29. září                                          | Němčany                                           | kaple                                             | Farnost Mašťov                                    | bohoslužby                                             | 50°15′11″ s. š., 13°18′41″ v. d.                  | —                                                 |
|                                                   | sv. Havla (Úhošťany)                              | 16. října                                         | Úhošťany                                          | filiální kostel                                   | Farnost Kadaň                                     | bohoslužby                                             | 50°21′16″ s. š., 13°15′31″ v. d.                  | 37099/5-804 (Pk•MIS•Sez•Obr•WD)                   |
|                                                   | sv. Havla - sv. Prokopa (Volevčice)               | 16. října                                         | Volevčice                                         | filiální kostel                                   | Farnost Vtelno u Mostu                            | bohoslužby                                             | 50°26′3″ s. š., 13°41′31″ v. d.                   | —                                                 |
|                                                   | sv. Huberta (Kalek)                               | 30. května                                        | Kalek                                             | kaple                                             | Farnost Jirkov                                    | bohoslužby Archivováno 2. 11. 2019 na Wayback Machine. |                                                   | —                                                 |
|                                                   | sv. Ignáce (Chomutov)                             | 31. července                                      | Chomutov                                          | filiální kostel                                   | Farnost Chomutov                                  | bohoslužby                                             | 50°27′36″ s. š., 13°25′9″ v. d.                   | 46891/5-883 (Pk•MIS•Sez•Obr•WD)                   |
|                                                   | sv. Jakuba Staršího (Škrle)                       | 25. července                                      | Škrle                                             | filiální kostel                                   | Farnost Chomutov                                  | bohoslužby                                             | 50°24′58″ s. š., 13°32′0″ v. d.                   | 32758/5-443 (Pk•MIS•Sez•Obr•WD)                   |
|                                                   | sv. Jakuba apoštola (Veliká Ves)                  | 25. července                                      | Veliká Ves                                        | filiální kostel                                   | Farnost Mašťov                                    | bohoslužby                                             | 50°16′10″ s. š., 13°22′27″ v. d.                  | 28269/5-812 (Pk•MIS•Sez•Obr•WD)                   |
|                                                   | sv. Jakuba Staršího (Bedřichův Světec)            | 25. července                                      | Bedřichův Světec                                  | filiální kostel                                   | Farnost Vtelno u Mostu                            | bohoslužby                                             | 50°27′10″ s. š., 13°45′7″ v. d.                   | 42419/5-310 (Pk•MIS•Sez•Obr•WD)                   |
|                                                   | sv. Jakuba Většího (Louchov)                      | 25. července                                      | Louchov                                           | filiální kostel                                   | Farnost Klášterec nad Ohří                        | bohoslužbě                                             | 50°25′34″ s. š., 13°11′26″ v. d.                  | 33762/5-493 (Pk•MIS•Sez•Obr•WD)                   |
|                                                   | sv. Jana Evangelisty (Malé Březno)                | 27. prosince                                      | Malé Březno                                       | filiální kostel                                   | Farnost Most – in urbe                            | bohoslužby                                             | 50°27′41″ s. š., 13°33′41″ v. d.                  | 43747/5-370 (Pk•MIS•Sez•Obr•WD)                   |
|                                                   | sv. Jana Evangelisty (Zahořany)                   | 27. prosince                                      | Zahořany                                          | filiální kostel                                   | Farnost Mašťov                                    | bohoslužby                                             | 50°18′42″ s. š., 13°18′39″ v. d.                  | 38035/5-853 (Pk•MIS•Sez•Obr•WD)                   |
|                                                   | sv. Jana Křtitele (Červený Hrádek)                | 24. června                                        | Červený Hrádek                                    | kaple (zámecká)                                   | Farnost Jirkov                                    |                                                        | 50°30′44″ s. š., 13°26′38″ v. d.                  | 26556/5-490 (Pk•MIS•Sez•Obr•WD)                   |
|                                                   | sv. Jana Křtitele (Český Jiřetín)                 | 24. června                                        | Český Jiřetín                                     | filiální kostel                                   | Farnost Litvínov                                  | bohoslužby                                             | 50°42′23″ s. š., 13°32′38″ v. d.                  | 43327/5-317 (Pk•MIS•Sez•Obr•WD)                   |
|                                                   | sv. Jana Křtitele (Kadaň)                         | 24. června                                        | Kadaň                                             | kaple                                             | Farnost Kadaň                                     | bohoslužby                                             | 50°22′44″ s. š., 13°15′33″ v. d.                  | 15939/5-924 (Pk•MIS•Sez•Obr•WD)                   |
|                                                   | sv. Jana Nepomuckého (Lišnice)                    | 16. května                                        | Lišnice                                           | kaple (zámecká)                                   | Farnost Vtelno u Mostu                            | bohoslužby                                             | 50°27′15″ s. š., 13°38′0″ v. d.                   | 43270/5-353 (Pk•MIS•Sez•Obr•WD)                   |
|                                                   | sv. Jiljí (Bečov)                                 | 1. září                                           | Bečov                                             | filiální kostel                                   | Farnost Vtelno u Mostu                            | bohoslužby                                             | 50°27′1″ s. š., 13°43′20″ v. d.                   | 42602/5-305 (Pk•MIS•Sez•Obr•WD)                   |
|                                                   | sv. Jiljí (Jirkov)                                | 1. září                                           | Jirkov                                            | farní kostel                                      | Farnost Jirkov                                    | bohoslužby                                             | 50°29′55″ s. š., 13°26′52″ v. d.                  | 26559/5-507 (Pk•MIS•Sez•Obr•WD)                   |
|                                                   | sv. Jiří (České Zlatníky)                         | 24. dubna                                         | České Zlatníky                                    | filiální kostel                                   | Farnost Vtelno u Mostu                            | bohoslužby                                             | 50°30′54″ s. š., 13°42′15″ v. d.                  | 42694/5-5058 (Pk•MIS•Sez•Obr•WD)                  |
|                                                   | sv. Josefa (Korozluky)                            | 19. března                                        | Korozluky                                         | kaple                                             | Farnost Vtelno u Mostu                            | bohoslužby                                             | 50°29′32″ s. š., 13°45′28″ v. d.                  | 44036/5-5342 (Pk•MIS•Sez•Obr•WD)                  |
|                                                   | sv. Josefa (Málkov)                               | 19. března                                        | Málkov                                            | kaple                                             | Farnost Chomutov                                  |                                                        | 50°26′44″ s. š., 13°19′59″ v. d.                  | —                                                 |
|                                                   | sv. Kateřiny (Hora Svaté Kateřiny)                | 25. listopadu                                     | Hora Svaté Kateřiny                               | filiální kostel                                   | Farnost Horní Jiřetín                             | bohoslužby                                             | 50°36′19″ s. š., 13°26′16″ v. d.                  | 42630/5-333 (Pk•MIS•Sez•Obr•WD)                   |
|                                                   | sv. Kryštofa (Kryštofovy Hamry)                   |                                                   | Kryštofovy Hamry                                  | filiální kostel                                   | Farnost Vejprty                                   | bohoslužby                                             | 50°30′13″ s. š., 13°8′9″ v. d.                    | –                                                 |
|                                                   | sv. Marka (Kovářská)                              | 25. dubna                                         | Kovářská                                          | filiální kostel                                   | Farnost Vejprty                                   | bohoslužby                                             | 50°27′10″ s. š., 13°3′35″ v. d.                   | —                                                 |
|                                                   | sv. Marka (Sušany)                                | 25. dubna                                         | Sušany                                            | filiální kostel                                   | Farnost Jirkov                                    | bohoslužby                                             | 50°26′37″ s. š., 13°33′15″ v. d.                  | 19392/5-766 (Pk•MIS•Sez•Obr•WD)                   |
|                                                   | sv. Markéty (Vintířov)                            | 20. července                                      | Vintířov                                          | kaple (hřbitovní)                                 | Farnost Mašťov                                    | bohoslužby                                             | 50°18′16″ s. š., 13°16′28″ v. d.                  | 25092/5-855 (Pk•MIS•Sez•Obr•WD)                   |
|                                                   | sv. Martina (Vejprty)                             | 11. listopadu                                     | Vejprty                                           | filiální kostel                                   | Farnost Vejprty                                   |                                                        | 50°29′54″ s. š., 13°2′12″ v. d.                   | 40524/5-811 (Pk•MIS•Sez•Obr•WD)                   |
|                                                   | sv. Matouše (Přečaply)                            | 21. září                                          | Přečaply                                          | filiální kostel                                   | Farnost Chomutov                                  | bohoslužby                                             | 50°26′ s. š., 13°28′20″ v. d.                     | 22385/5-803 (Pk•MIS•Sez•Obr•WD)                   |
|                                                   | sv. Michaela archanděla (Blatno)                  | 29. září                                          | Blatno                                            | farní kostel                                      | Farnost Jirkov                                    | bohoslužby                                             | 50°30′43″ s. š., 13°21′35″ v. d.                  | 14991/5-447 (Pk•MIS•Sez•Obr•WD)                   |
|                                                   | sv. Michaela archanděla (Brandov)                 | 29. září                                          | Brandov                                           | filiální kostel                                   | Farnost Horní Jiřetín                             | bohoslužby                                             | 50°37′56″ s. š., 13°23′27″ v. d.                  | 42605/5-312 (Pk•MIS•Sez•Obr•WD)                   |
|                                                   | sv. Michaela archanděla (Kovářská)                |                                                   | Kovářská                                          | filiální kostel                                   | Farnost Vejprty                                   | bohoslužby                                             | 50°26′24″ s. š., 13°3′17″ v. d.                   | –                                                 |
|                                                   | sv. Michaela archanděla (Litvínov)                | 29. září                                          | Litvínov                                          | farní kostel                                      | Farnost Litvínov                                  | bohoslužby                                             | 50°35′57″ s. š., 13°36′50″ v. d.                  | 43129/5-359 (Pk•MIS•Sez•Obr•WD)                   |
|                                                   | sv. Michaela archanděla (Nová Ves v Horách)       | 29. září                                          | Nová Ves v Horách                                 | filiální kostel                                   | Farnost Horní Jiřetín                             | bohoslužby                                             | 50°35′55″ s. š., 13°28′26″ v. d.                  | 43053/5-429 (Pk•MIS•Sez•Obr•WD)                   |
|                                                   | sv. Michaela archanděla (Všestudy)                | 29. září                                          | Všestudy                                          | filiální kostel                                   | Farnost Chomutov                                  | bohoslužby                                             | 50°27′26″ s. š., 13°30′31″ v. d.                  | 31474/5-864 (Pk•MIS•Sez•Obr•WD)                   |
|                                                   | sv. Michaela archanděla (Zlovědice)               | 29. září                                          | Zlovědice                                         | filiální kostel                                   | Farnost Mašťov                                    | bohoslužby                                             | 50°15′54″ s. š., 13°23′54″ v. d.                  | 43268/5-1208 (Pk•MIS•Sez•Obr•WD)                  |
|                                                   | sv. Mikuláše (Boleboř)                            | 6. prosince                                       | Boleboř                                           | filiální kostel                                   | Farnost Jirkov                                    | bohoslužby                                             | 50°32′25″ s. š., 13°24′52″ v. d.                  | —                                                 |
|                                                   | sv. Mikuláše (Droužkovice)                        | 6. prosince                                       | Droužkovice                                       | filiální kostel                                   | Farnost Chomutov                                  | bohoslužby                                             | 50°25′51″ s. š., 13°25′48″ v. d.                  | 29780/5-495 (Pk•MIS•Sez•Obr•WD)                   |
|                                                   | sv. Mikuláše (Mikulovice)                         | 6. prosince                                       | Mikulovice                                        | filiální kostel                                   | Farnost Kadaň                                     | bohoslužby                                             | 50°23′35″ s. š., 13°13′32″ v. d.                  | 25489/5-649 (Pk•MIS•Sez•Obr•WD)                   |
|                                                   | sv. Mikuláše a Jména P. Marie (Vilémov)           | 6. prosince                                       | Vilémov                                           | filiální kostel                                   | Farnost Mašťov                                    | bohoslužby                                             | 50°17′53″ s. š., 13°18′42″ v. d.                  | 18692/5-843 (Pk•MIS•Sez•Obr•WD)                   |
|                                                   | sv. Petra a Pavla (Březno)                        | 29. června                                        | Březno                                            | filiální kostel                                   | Farnost Chomutov                                  | bohoslužby                                             | 50°24′6″ s. š., 13°25′16″ v. d.                   | 14292/5-470 (Pk•MIS•Sez•Obr•WD)                   |
|                                                   | sv. Petra a Pavla (Volyně)                        | 29. června                                        | Volyně                                            | filiální kostel                                   | Farnost Chomutov                                  | bohoslužby                                             | 50°26′55″ s. š., 13°12′45″ v. d.                  | 21212/5-874 (Pk•MIS•Sez•Obr•WD)                   |
|                                                   | sv. Prokopa (Lažany)                              | 4. července                                       | Lažany                                            | kaple                                             | Farnost Chomutov                                  | bohoslužby                                             | 50°23′58″ s. š., 13°30′41″ v. d.                  | —                                                 |
|                                                   | Svaté rodiny a sv. Alžběty (Kadaň)                | neděle v oktávu Narození Páně                     | Kadaň                                             | filiální kostel (klášterní)                       | Farnost Kadaň                                     | bohoslužby                                             | 50°22′34″ s. š., 13°16′31″ v. d.                  | 22449/5-927 (Pk•MIS•Sez•Obr•WD)                   |
|                                                   | sv. Šebestiána (Chomutov)                         | 20. ledna                                         | Chomutov                                          | kaple                                             | Farnost Chomutov                                  |                                                        |                                                   | —                                                 |
|                                                   | sv. Štěpána (Chotěbudice)                         | 26. prosince                                      | Chotěbudice                                       | filiální kostel                                   | Farnost Mašťov                                    | bohoslužby                                             | 50°16′5″ s. š., 13°19′23″ v. d.                   | 43726/5-1201 (Pk•MIS•Sez•Obr•WD)                  |
|                                                   | sv. Terezie (Horní Halže)                         |                                                   | Horní Halže                                       | filiální kostel                                   | Farnost Vejprty                                   | bohoslužby                                             | 50°25′ s. š., 13°5′6″ v. d.                       | –                                                 |
|                                                   | sv. Václava (Boč)                                 | 28. září                                          | Boč                                               | filiální kostel                                   | Farnost Klášterec nad Ohří                        | bohoslužby                                             | 50°21′47″ s. š., 13°4′57″ v. d.                   | —                                                 |
|                                                   | sv. Václava (Kalek)                               | 28. září                                          | Kalek                                             | filiální kostel                                   | Farnost Jirkov                                    | bohoslužby                                             | 50°34′34″ s. š., 13°19′35″ v. d.                  | 18064/5-534 (Pk•MIS•Sez•Obr•WD)                   |
|                                                   | sv. Václava (Strupčice)                           | 28. září                                          | Strupčice                                         | filiální kostel                                   | Farnost Jirkov                                    | bohoslužby                                             | 50°28′15″ s. š., 13°32′ v. d.                     | 21959/5-760 (Pk•MIS•Sez•Obr•WD)                   |
|                                                   | sv. Václava (Výsluní)                             | 28. září                                          | Výsluní                                           | filiální kostel                                   | Farnost Chomutov                                  | bohoslužby                                             | 50°27′54″ s. š., 13°14′22″ v. d.                  | 49795/5-5842 (Pk•MIS•Sez•Obr•WD)                  |
|                                                   | sv. Václava (Vysočany)                            | 28. září                                          | Vysočany                                          | filiální kostel                                   | Farnost Chomutov                                  | bohoslužby                                             | 50°23′26″ s. š., 13°31′41″ v. d.                  | 21499/5-877 (Pk•MIS•Sez•Obr•WD)                   |
|                                                   | sv. Vavřince (Havraň)                             | 10. srpna                                         | Havraň                                            | filiální kostel                                   | Farnost Vtelno u Mostu                            | bohoslužby                                             | 50°26′30″ s. š., 13°36′4″ v. d.                   | 42910/5-324 (Pk•MIS•Sez•Obr•WD)                   |
|                                                   | sv. Vavřince (Okounov)                            | 10. srpna                                         | Okounov                                           | filiální kostel                                   | Farnost Klášterec nad Ohří                        | bohoslužby                                             | 50°21′44″ s. š., 13°6′18″ v. d.                   | —                                                 |
|                                                   | sv. Vavřince (Podlesice)                          | 10. srpna                                         | Podlesice                                         | filiální kostel                                   | Farnost Mašťov                                    | bohoslužby                                             | 50°16′43″ s. š., 13°19′52″ v. d.                  | 35222/5-678 (Pk•MIS•Sez•Obr•WD)                   |
|                                                   | sv. Vavřince (Želina)                             | 10. srpna                                         | Želina                                            | filiální kostel                                   | Farnost Kadaň                                     | bohoslužby                                             | 50°21′57″ s. š., 13°17′2″ v. d.                   | 33982/5-735 (Pk•MIS•Sez•Obr•WD)                   |
|                                                   | sv. Vendelína (Perštejn)                          | 21. října                                         | Perštejn                                          | filiální kostel                                   | Farnost Klášterec nad Ohří                        | bohoslužby                                             | 50°22′50″ s. š., 13°6′40″ v. d.                   | 49793/5-5854 (Pk•MIS•Sez•Obr•WD)                  |
|                                                   | Stětí sv. Jana Křtitele (Kadaň)                   | 29. srpna                                         | Kadaň                                             | špitální kostel                                   | Farnost Kadaň                                     | bohoslužby                                             | 50°22′27″ s. š., 13°16′25″ v. d.                  | 14802/5-928 (Pk•MIS•Sez•Obr•WD)                   |
|                                                   | Všech svatých (Vejprty)                           | 11. ledna                                         | Vejprty                                           | filiální kostel                                   | Farnost Vejprty                                   | bohoslužby                                             | 50°29′41″ s. š., 13°1′47″ v. d.                   | 28986/5-809 (Pk•MIS•Sez•Obr•WD)                   |
|                                                   | Vzkříšení Páně (Brandov)                          | Velikonoční neděle                                | Brandov                                           | kaple                                             | Farnost Horní Jiřetín                             | bohoslužby                                             | 50°37′57″ s. š., 13°23′40″ v. d.                  | 10166/5-5620 (Pk•MIS•Sez•Obr•WD)                  |
|                                                   | Kaple křížové cesty (Kadaň)                       | zasvěcení neznámé                                 | Kadaň                                             | kaple (u kláštera)                                | Farnost Kadaň                                     |                                                        | 50°22′43″ s. š., 13°15′43″ v. d.                  | 25855/5-925 (Pk•MIS•Sez•Obr•WD)                   |
|                                                   | Kaple (Voděrady)                                  | zasvěcení neznámé                                 | Voděrady                                          | kaple                                             | Farnost Chomutov                                  |                                                        | 50°25′19″ s. š., 13°30′55″ v. d.                  | —                                                 |

## Farní obvody, přehled zaniklých a nástupnických farností
| Farnosti                                     | Farnosti | Farnosti                                                                                       | Farnosti | Farnosti |
| Nástupnické farnosti platné od 3. ledna 2013 | Nástupnické farnosti platné od 3. ledna 2013 | Zaniklé farnosti                                                                               | Zaniklé farnosti                                                                                               | Zaniklé farnosti |
| -------------------------------------------- | --- | ---------------------------------------------------------------------------------------------- | --- | --- |
| Nástupnické farnosti platné od 3. ledna 2013 | Nástupnické farnosti platné od 3. ledna 2013 | Afilované farnosti 3. ledna 2013                                                               | Afilované farnosti 1. ledna 2013                                                                               | Farní obvod do 31. prosince 2012 |
| 1.                                           | Horní Jiřetín v katalogu litoměřické diecéze: J.M. can. Mgr. Grzegorz Czerny, admin. exc. in spiritualibus ing. Vladimír Buřt, admin. in materialibus Web farnosti Horní Jiřetín                                                             |                                                                                                | Brandov Dolní Jiřetín Hora Svaté Kateřiny Malý Háj Nová Ves v Horách                                           | |
| 2.                                           | Děkanství Chomutov v katalogu litoměřické diecéze: R.D. Mgr. Alois Heger děkan R.D. Mgr. Miroslav Dvouletý výpomocný duchovní R.D. Mgr. Volodymyr Malskyi výpomocný duchovní Web farnosti – děkanství Chomutov farnosti – děkanství Chomutov | Údlice-Přečaply Březno u Chomutova Droužkovice Hrušovany u Chomutova Stranná Všestudy Vysočany | Hora Svatého Šebestiána Krbice Křímov Místo Výsluní                                                            | Březno u Chomutova Droužkovice Hora Svatého Šebestiána Hrušovany u Chomutova Krbice Křímov Místo Stranná Údlice-Přečaply Všestudy Výsluní Vysočany                |
| 3.                                           | Děkanství Jirkov v katalogu litoměřické diecéze: R.D. Mgr. Miroslav Dvouletý děkan Web farnosti – děkanství Jirkov |                                                                                                | Blatno u Chomutova Boleboř Kalek Nové Sedlo nad Bílinou Sušany                                                 | Blatno u Chomutova Boleboř Ervěnice Kalek Nové Sedlo nad Bílinou Sušany                                                                                           |
| 4.                                           | Děkanství Kadaň v katalogu litoměřické diecéze: R.D. Josef Čermák děkan R.D. Jan Burian farní vikář Mgr. Jan Hrubý, výpomocný duchovní Web farnosti – děkanství Kadaň farnosti – děkanství Kadaň                                             |                                                                                                | Čachovice Dolany Kralupy u Chomutova Lomazice Mikulovice u Vernéřova Prunéřov Radnice Tušimice Úhošťany Želina | Čachovice Dolany Kralupy u Chomutova Lomazice Mašťov Mikulovice u Vernéřova Podlesice Prunéřov Radnice Radonice Tureč Tušimice Úhošťany Veliká Ves Vilémov Želina |
| 5.                                           | Klášterec nad Ohří v katalogu litoměřické diecéze: R.D. Mgr. Vít Audy farář Web farnosti Klášterec nad Ohří |                                                                                                | Boč nad Ohří Louchov Okounov Perštejn nad Ohří Rašovice                                                        | Boč nad Ohří Louchov Okounov Perštejn nad Ohří Rašovice |
| 6.                                           | Děkanství Litvínov v katalogu litoměřické diecéze: J.M. can. Mgr. Grzegorz Czerny děkan Web farnosti – děkanství Litvínov |                                                                                                | Český Jiřetín Fláje Klíny                                                                                      | Brandov Český Jiřetín Dolní Jiřetín Fláje Hora Svaté Kateřiny Horní Jiřetín Klíny Malý Háj Nová Ves v Horách                                                      |
| 7.                                           | Děkanství Mašťov v katalogu litoměřické diecéze: R.D. Josef Čermák admin. exc. |                                                                                                | Podlesice Radonice Tureč Veliká Ves Vilémov                                                                    | |
| 8.                                           | Děkanství Most – in urbe v katalogu litoměřické diecéze: P. Ing. Leo Gallas, PhD., O.Cr. děkan Web farnosti – děkanství Most – in urbe farnosti Most                                                                                         |                                                                                                | Ervěnice Holešice Kopisty u Mostu Most – extra urbem Slatinice                                                 | Bečov u Mostu České Zlatníky Havraň Holešice Kopisty u Mostu Lužice Most – extra urbem Slatinice Vtelno u Mostu Židovice                                          |
| 9.                                           | Vejprty v katalogu litoměřické diecéze: R.D. ICLic. Mgr. Šimon Polívka farář Web farnosti Vejprty farnosti Vejprty |                                                                                                | | |
| 10.                                          | Vtelno u Mostu v katalogu litoměřické diecéze: P. Ing. Leo Gallas, PhD., O.Cr. admin. exc. |                                                                                                | Bečov u Mostu České Zlatníky Havraň Lužice Židovice                                                            | |
| Charita Česká republika                      | |                                                                                                | | |
|                                              | Název | Duchovní správa                                                                                | Ředitel | Web a facebook |
| 1.                                           | Charita Chomutov | Chomutov                                                                                       | Denisa Albrechtová                                                                                             | Web farnosti Chomutov |
| 2.                                           | Charita Kadaň | Kadaň                                                                                          | Denisa Svobodová                                                                                               | Web Charita Kadaň Charita Kadaň |
| 3.                                           | Charita Most | Most                                                                                           | Mgr. Světlana Nikolová                                                                                         | Web Charita Most Charita Most |

Farnosti mají osoby pověřené různými funkcemi uvedené na svých stránkách či v diecézním katalogu.

## Okrskoví vikáři
- do 31. března 2009 Jan Kozár, vikariátní sekretář Josef Čermák
- 6. dubna 2009 – 30. června 2009 Josef Čermák (pověřen vedením vikariátu)
- od 1. července 2010 Grzegorz Czerny